# Courcelles-sur-Seine
 Courcelles-sur-Seine  là một xã thuộc tỉnh Eure trong vùng Normandie miền bắc nước Pháp.

## Huy hiệu
| Arms of Courcelles-sur-Seine | The arms of Courcelles-sur-Seine are blazoned: Argent, 3 fleurs de lys azure, overall a bendlet couped gules. |